# I Could Never Love Another (After Loving You)
"I Could Never Love Another (After Loving You)" is een hitsingle, alhoewel opgenomen in 1967, uit 1968 van de Amerikaanse Motown groep The Temptations. Het is de tweede single afkomstig van hun album "The Temptations Wish It Would Rain". "I Could Never Love Another (After Loving You)" zou het laatste nummer van The Temptations zijn waarop David Ruffin lead zingt en waar schrijver Roger Penzabene aan mee zou schrijven.
David Ruffin zong wel nog mee op het volgende nummer van de groep, "Please Return Your Love To Me", maar daar zong Eddie Kendricks lead op. Ruffin moest de groep verlaten, nadat de overige leden unaniem hadden gestemd dat zijn gedrag niet langer door de beugel kon. Zo kwam hij tegen die tijd vaak te laat bij optredens en gedroeg hij zich onprofessioneel. Ook werd hij te egoïstisch, wat niet getolereerd werd binnen The Temptations die bekendstonden om hun eenheid. Ruffins vervanger werd de ex-zanger van The Contours, Dennis Edwards.
"I Could Never Love Another (After Loving You)" was het laatste nummer waar Roger Penzabene aan mee zou schrijven. Hij schreef ook al mee aan de voorganger "I Wish It Would Rain". Beide nummers werden geschreven toen Penzabene erachter kwam dat zijn vrouw overspel pleegde en dat hij ondanks dat van haar bleef houden. Samen met "I Wish It Would Rain" is dit een van de weinige Motown liedjes die puur uit het hart geschreven is. Toen "I Could Never Love Another (After Loving You)" en "I Wish It Would Rain" allebei opgenomen waren, pleegde Penzabene op oudejaarsavond zelfmoord, omdat hij te depressief was geworden.
Het onderwerp van "I Could Never Love Another (After Loving You)" specifiek is dat de verteller niet weet waarom zijn vrouw hem verlaat na jaren samen te zijn. Hij vertelt haar ook dat, ondanks alle pijn die zij bij hem veroorzaakt heeft, hij nooit liefde bij een andere vrouw zou kunnen vinden, omdat hij te veel van haar houdt.
"I Could Never Love Another (After Loving You)" was een groot succes. Het behaalde #13 op de poplijst en, net als vele andere nummers van The Temptations, de #1 positie op de R&B lijst. Het was een van de laatste nummers van The Temptations in de traditionele liefdesliedjesstijl van Motown in de hoogtij dagen van hun carrière.
De B-kant van het nummer, "Gonna Give Her All The Love I've Got", is een cover van de broer van leadzanger David Ruffin, Jimmy Ruffin. Het nummer werd ook onder andere nog opgenomen door Earl Van Dyke met The Funk Brothers en door  Marvin Gaye.

## Bezetting
- Lead: David Ruffin
- Achtergrond: Eddie Kendricks, Paul Williams, Otis Williams en Melvin Franklin
- Instrumentatie: The Funk Brothers
- Schrijvers: Roger Penzabene, Norman Whitfield en Barrett Strong
- Productie: Norman Whitfield